# 비안도초등학교
비안도초등학교(飛雁島初等學校)는 대한민국 전라북도 군산시 옥도면에 있었던 공립 초등학교였다.

## 학교 연혁
- 1942년: 고군산공립심상소학교 부설 비안도간이학교 설치
- 1943년 4월 15일: 비안도공립심상소학교 개칭
- 1963년 9월 1일: 비안도초등학교 두리도분교장 설치
- 1991년 2월 28일: 비안도초등학교 두리도분교장 폐교
- 1996년 3월 1일: 비안도초등학교로 개칭
- 2021년 2월 28일: 비안도초등학교 폐교[1]

## 참고 자료
- 비안도초등학교 - 한국교육학술정보원 학교알리미